# Trípolis (Turquia)

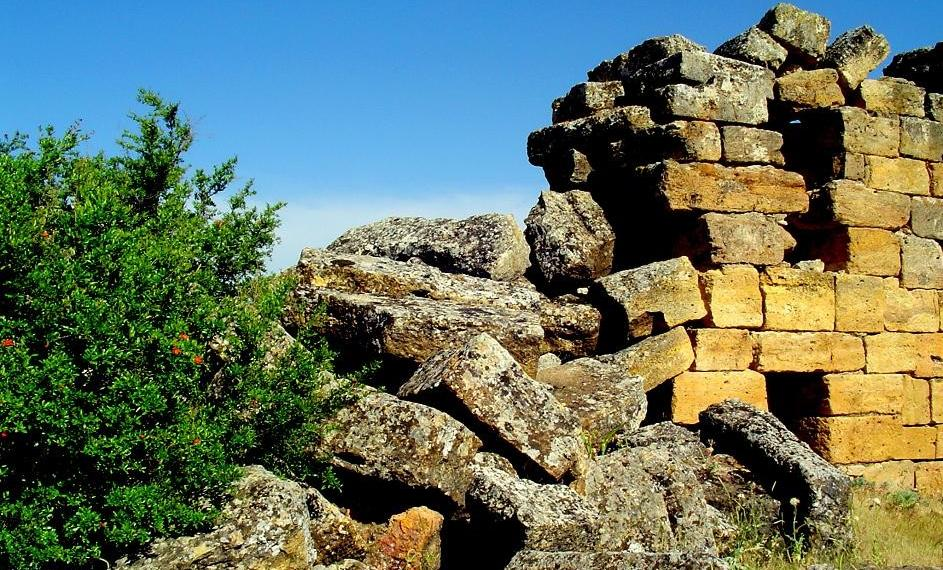
Ruïnes de Trípolis

Tripolis (en grec: Τρίπολις, Τριπολίτης); també anomenada Neapolis, Apollonia i Antoninopolis) va ser una antiga ciutat de Frígia (també atribuïda a Cària o a Lídia), al nord del riu Menderes, en el camí que anava des de Sardes, passant per Filadelfia fins a Laodicea del Licos. Estava situada a uns 20 km al nord-oest de Hieràpolis de Frígia, i fou esmentada per Plini el Vell (v. 30), que la qualifica de ciutat de Lídia. Tolomeu (v. 2. § 18) i Esteve de Bizanci la descriuen com una ciutat de Cària, i posteriorment (s. V), s'esmenta que durant un temps fou anomenada Neapolis. Plini el Vell afirma que Apollonia fou un nom alternatiu de la ciutat. En l'antiguitat, la ciutat emeté monedes amb el nom de la divinitat Leto. Encara resten ruïnes de la ciutat prop de la ciutat turca de Yenicekent, tot i que aquestes restes daten del període romà i romà d'Orient.